# Xiaohaituo
Xiaohaituo (心依托S, XīnyītuōP, lett. "affidati al cuore") è una stazione sciistica situata nel villaggio Xidazhuangke della contea di Yanqing, una delle suddivisioni di Pechino, Cina. Deve il suo nome all'omonima montagna su cui sorge. Durante i XXIV Giochi olimpici invernali la stazione era nota come National Alpine Ski Centre (国家高山滑雪中心S, Guójiā gāoshān huáxuě zhōngxīnP, lett. "centro nazionale di sci alpino").

## Storia
La stazione sciistica è stata costruita in occasione dei XXIV Giochi olimpici invernali. Nel 2015, per permettere la realizzazione della stazione, sono stati modificati i confini della riserva naturale di Songshan. I lavori sono stati completati nel novembre 2019. Nel febbraio 2020 Xiaohaituo avrebbe dovuto ospitare una delle tappe della Coppa del Mondo di sci alpino 2020, che è stata tuttavia annullata a causa della pandemia di COVID-19. Dal 6 al 19 febbraio e dal 5 al 13 marzo 2022 è stata la sede rispettivamente delle gare olimpiche e paralimpiche di sci alpino.

## Caratteristiche
La stazione sciistica dispone di sette piste, per un totale di 10 km, e 9 impianti di risalita. Il dislivello massimo è di circa 900 metri. La località riceve mediamente solo 5 cm di neve all'anno a causa del clima secco e di conseguenza la stazione dipende quasi interamente dall'innevamento artificiale. Per i giochi olimpici e paralimpici erano state realizzate delle strutture temporanee in grado di ospitare fino a 8 500 spettatori.